# Drosophila calloptera
Drosophila calloptera este o specie de muște din genul Drosophila, familia Drosophilidae, descrisă de Ignaz Rudolph Schiner în anul 1868. Conform Catalogue of Life specia Drosophila calloptera nu are subspecii cunoscute.